# Craig Farr
Craig Jonathan Farr (* 27. Juni 1984 in Newbury) ist ein ehemaliger englischer Fußballspieler. 

## Karriere
Farr kam 1998 noch während seiner Schulzeit zu Swindon Town, im April 2002 stand der Torhüter mit dem Reserveteam unter Trainer Neil Ruddock im Finale um das Wiltshire Premier Shield, die Partie gegen Chippenham Town endete mit einer 0:4-Niederlage. Obwohl er bereits zum Ende der Saison 2001/02 mehrfach bei Ligaspielen des Profiteams als Ersatztorhüter auf der Bank gesessen hatte, ging Farr den Schritt zum Profi im Sommer 2002 erst nach einigem Zögern, weil er sich nicht bereit fühlte, als „Nummer 2“ auf der Torhüterposition in die Saison zu gehen.
Hinter Stammtorhüter Bart Griemink kam der mit 178 cm Körpergröße eher klein gewachsene Torhüter in der Spielzeit 2002/03 zu vier Saisoneinsätzen. Neben zwei Auftritten in der Football League Trophy im Herbst 2002 (Aus per Golden Goal im Zweitrundenspiel gegen die Kidderminster Harriers) bestritt er im April 2003 auch zwei Partien in der dritthöchsten englischen Spielklasse gegen Plymouth Argyle (Endstand 2:0) und Oldham Athletic (0:4), als sich die Mannschaft tabellarisch bereits im gesicherten Mittelfeld befand. In der anschließenden Saisonpause erhielt er zunächst monatsweise Verträge von Swindons Trainer Andy King angeboten, nach der Verpflichtung des englischen U-21-Nationaltorhüters Rhys Evans in der Sommerpause spielte Farr keine Rolle mehr in den Planungen und verließ den Klub alsbald.
Im September 2003 schloss er sich dem in der Southern League spielenden Klub Chippenham Town als Ersatztorhüter an. Sein Ziel in den Profifußball zurückzukehren, erfüllte sich derweil nicht mehr. Bei Chippenham gehörte er bereits am Saisonende nicht mehr zum Aufgebot, weitere Vereinsstationen sind nicht bekannt.